# Hassan Fathy
Pour les articles homonymes, voir Hassan Fathi et Fathy.
Hassan Fathy (حسن فتحى) (Alexandrie, 23 mars 1900 - Le Caire, 30 novembre 1989) est un architecte égyptien. Il est récipiendaire du premier prix Nobel alternatif en 1980.

## Biographie
1900-1920

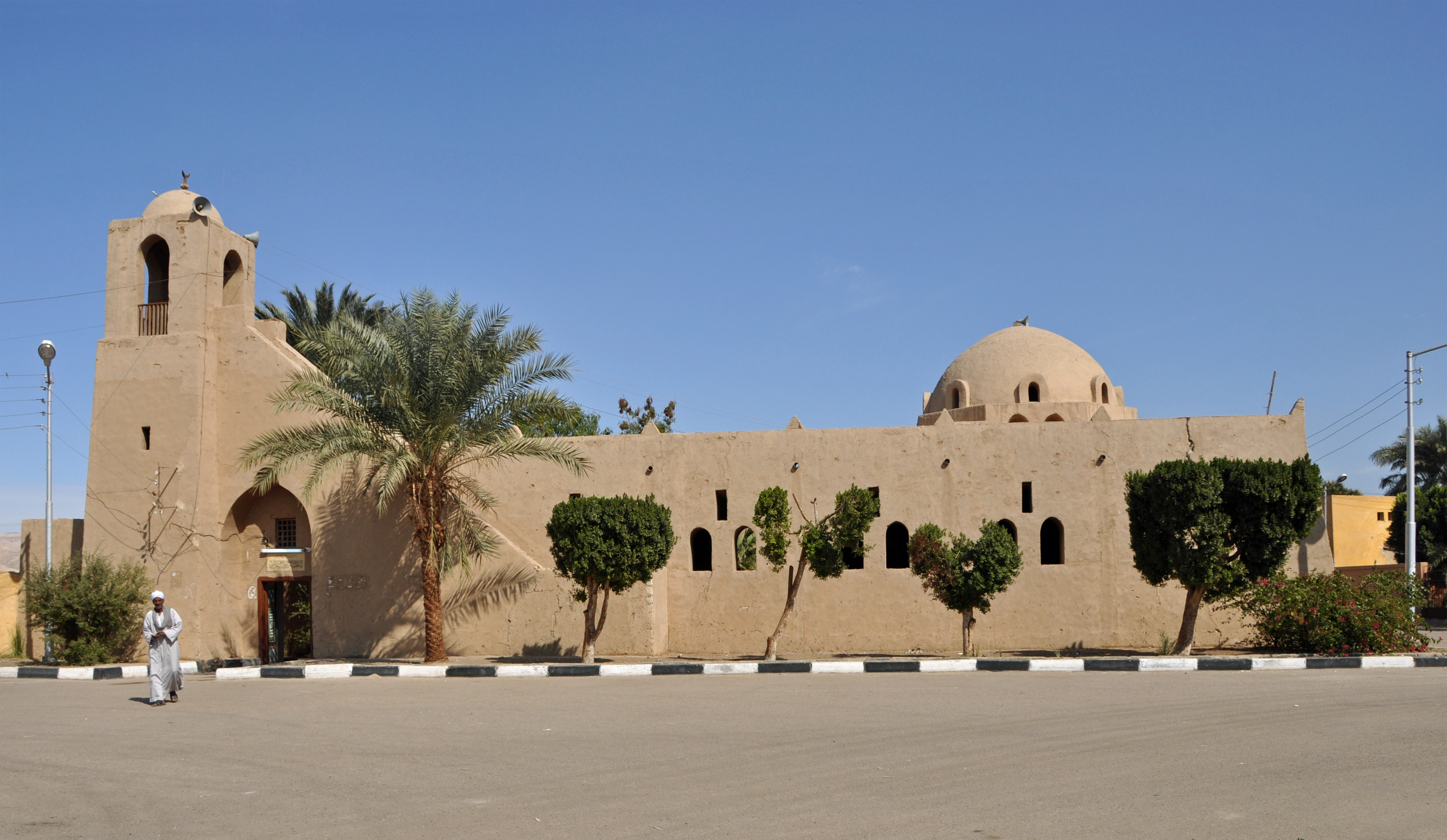
La mosquée construite par Hassan Fathy à New Gourna, près de Louxor

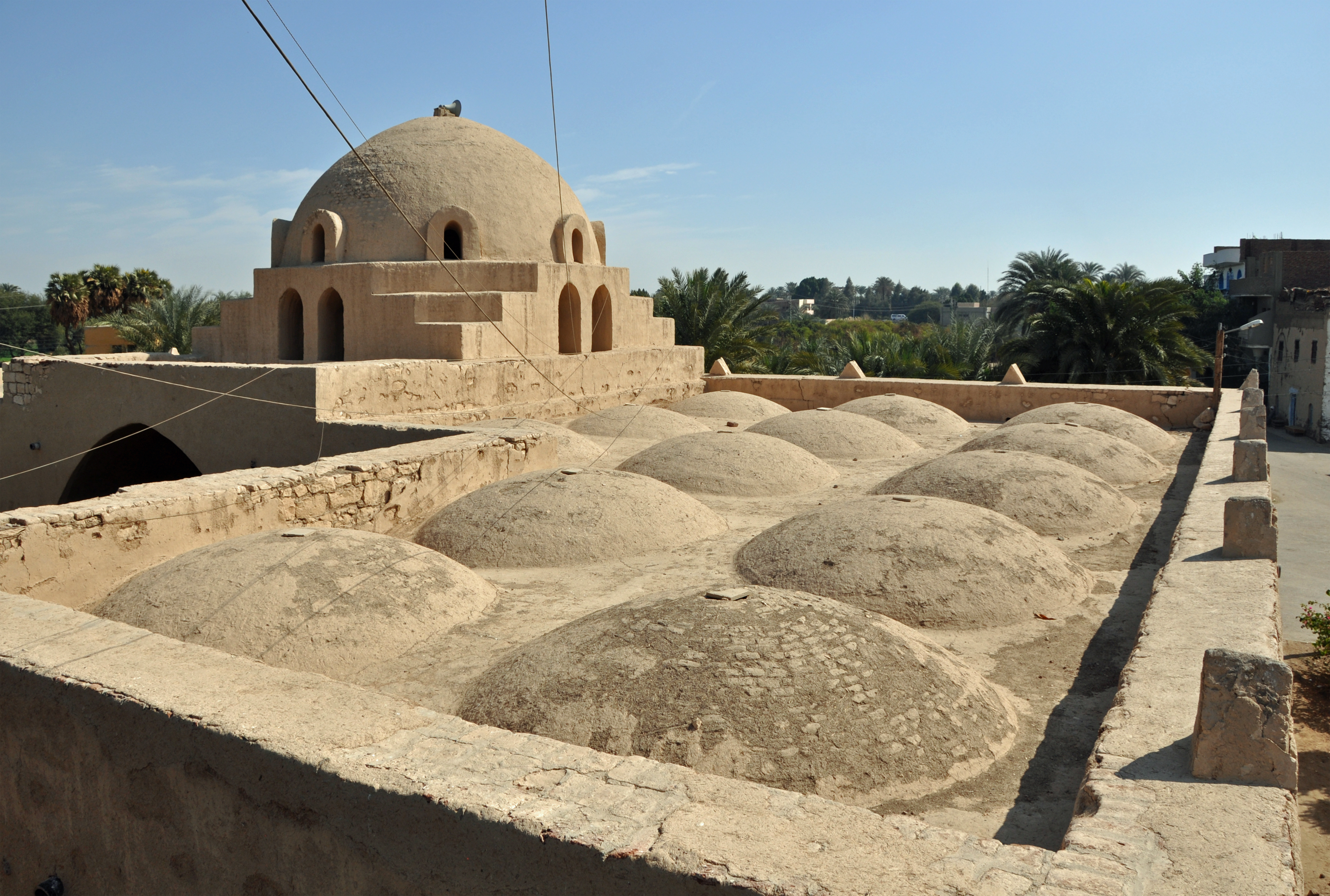
Le toit et la coupole de la mosquée de New Gourna, vus du minaret

Ce fils d’une riche famille de propriétaires emménage, en 1908, avec sa famille  à Helwan près du Caire. Hassan Fathy aime la peinture, le dessin. Il renonce à une carrière d'ingénieur agricole. Il est cultivé et maîtrise l'arabe, l'anglais et le français.
1920-1930

Diplômé de l'École Polytechnique de l’Université du Caire en 1926, et bien qu'informé des théories du Mouvement moderne, Hassan Fathy cherche à s’ancrer dans les traditions du peuple autochtone pour mieux les dépasser; il utilise des anciennes techniques de constructions locales et ancestrales qu'il adapte aux contraintes modernes et aux besoins nouveaux de la vie contemporaine.

Il dessine son premier bâtiment en brique de terre en 1930.
1930-1940

Au début de sa carrière, il travaille dans le département des bâtiments scolaires. L'école de Talkha est son premier projet. Il découvre la beauté de l'architecture nubienne, qui l'enchante car, elle a son propre caractère.
1940-1950

En 1942, il réalise la maison Hamed Saïd à Marg près du Caire. 
À partir de 1946, il travaille comme professeur des Beaux-Arts, à l'université du Caire.
1950-1960

De 1949 à 1952, Hassan Fathy travaille au ministère de l'Éducation, dans le département de la construction.

De 1953 à 1957, il exerce les fonctions de Directeur du Département d'Architecture, de la Faculté des Beaux-Arts du Caire.
De 1959 à 1961, il travaille dans l'entreprise Doxiadis en Grèce 
et avec le ministère de la Recherche Scientifique, Programme des Nations unies, en 1963.
1960-1970

Il construit le nouveau village de Bâriz dans une oasis près de Al-Kharga à partir de 1965.
1970-1980

En 1973, avec la publication de "Construire avec le peuple" - (La Bibliothèque arabe Éd. Jérôme Martineau 1970 ; 310 pages et 132 planches)-, son travail est porté à l'attention internationale. Il raconte son expérience d'architecte à Gournah.

Hassan Fathy travaille de près avec les gens pour adapter ses dessins à leurs besoins. Il leur enseigne comment travailler avec les briques de boue, supervise la construction des bâtiments et encourage la reprise de techniques décoratives anciennes.
Il participe en 1979 à un colloque en son honneur en Corse avec d'autres architectes.
1980-1989

À partir de 1980, il entreprend la conception du village de Dar al-Islam d’Abiquiu. 
Il est devenu un des architectes les plus marquants de sa génération, en Afrique, en démontrant qu'il est possible de construire pour les pauvres et enseignant aux gens à construire pour eux-mêmes. Pour lui, la tradition vernaculaire est fondamentale.
Bien que le nouveau Gournah soit resté inachevé, en raison de la paperasserie bureaucratique et d'autres problèmes, on a dit de Hassan Fathy qu'il a produit non seulement des réponses, mais aussi l'inspiration; sa pensée, son expérience et son esprit constituent une ressource internationale importante. 
Il réalise ainsi près de 160 projets, non seulement en Égypte, mais aussi  en Irak et au Pakistan.
Le 14 mars 2010, un programme de restauration du village de New Gourna est lancé avec l'aide du Centre du Patrimoine mondial de l'UNESCO.

## Principales constructions
- Le village de New Gourna autrement dit Kurna en Égypte près de Louxor
- Plusieurs mosquées
- Environ 150 projets marqués par une architecture moderne-vernaculaire
- La maison Amed Said Marg Caire Égypte

## Prix
- 1980 : Prix Aga Khan d'architecture
- 1980 : Prix Balzan pour l'architecture et l'urbanisme
- 1985 : Médaille d'or de l'UIA ;
- 1987 : Prix Louis Sullivan.

## Reconnaissance
Hassan Fathy est récipiendaire du prix Nobel alternatif en 1980, « pour le développement d'une architecture pour les pauvres. »
Un colloque "Construire avec le peuple", en hommage au titre de son livre-manifeste, s'est tenu avec sa participation, en 1979 en Corse au couvent d'Alzipratu.

## Citation
« Comment pouvons-nous aller de l'architecte-constructeur de système vers le système architecte auto-constructeur ? Un homme ne peut pas construire une maison, mais dix hommes peuvent construire dix maisons très facilement, même une centaine de maisons. Nous devons soumettre la technologie et la science à l'économie des pauvres et des sans argent. Nous devons ajouter le facteur esthétique. »

— Hassan Fathy, Discours d'acceptation du prix Nobel alternatif, le 9 décembre 1982

## Œuvres
- Hassan Fathy, Construire avec le peuple : Histoire d'un village d'Egypte : Gourna, Sète, Actes Sud/Bibliothèque arabe, 4 juin 1999, 5e éd., 213 p. (ISBN 978-2-7427-0807-9)
- Hassan Fathy dans son temps, Collectif sous la direction de Leïla el-Wakil, Infolio éditions, 2013, 1ère éd., 416 p.  (ISBN 978-2884744577)